# بلانش كنوبف
بلانش كنوبف (بالإنجليزية: Blanche Knopf)‏ هي ناشرة أمريكية، ولدت في 30 يوليو 1894 في نيويورك في الولايات المتحدة، وتوفي بنفس المكان في 4 يونيو 1966.